# Waytemore Castle

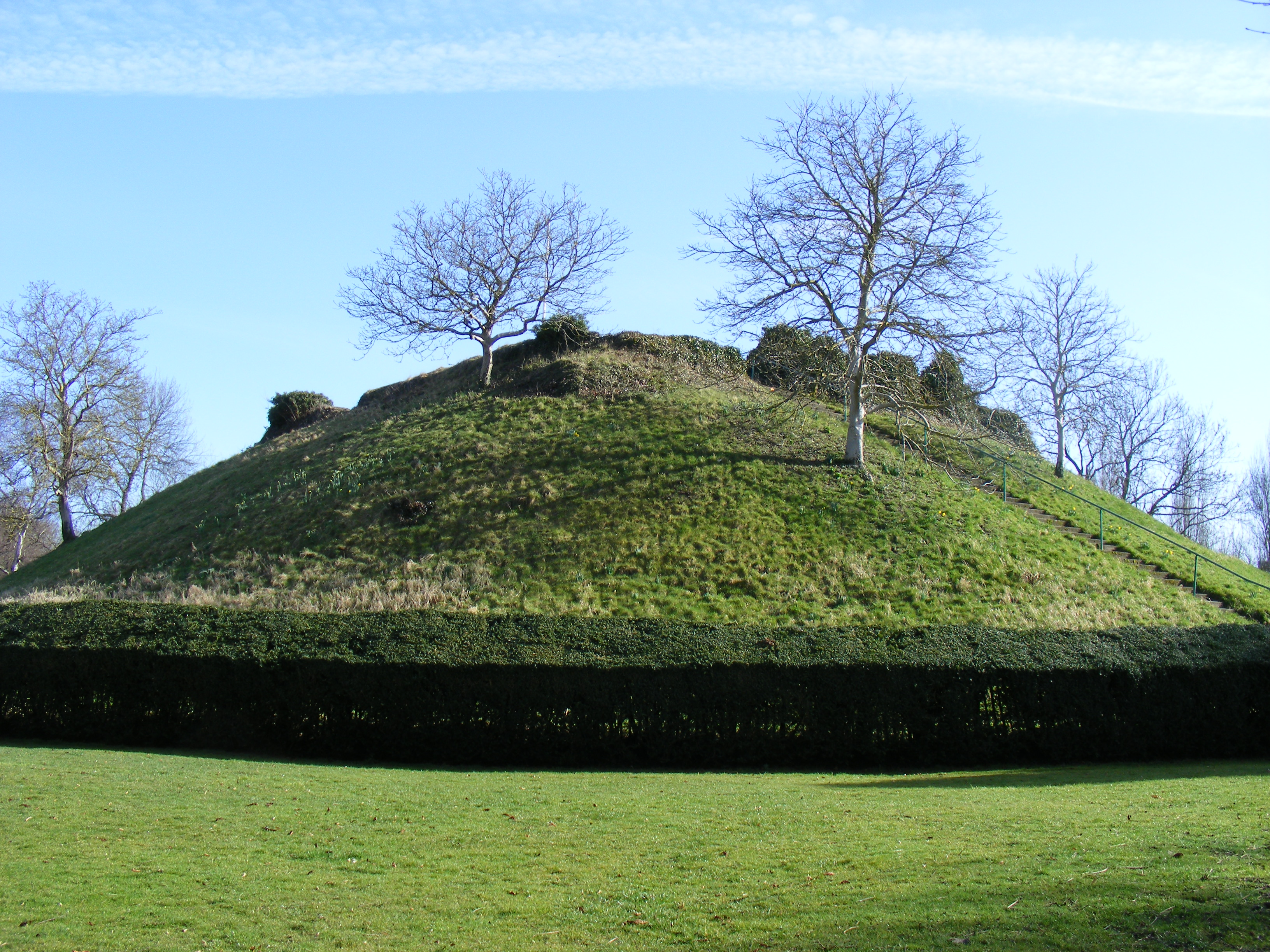
Der Mound von Waytemore Castle

Waytemore Castle ist eine Burgruine in der Stadt Bishop’s Stortford in der englischen Grafschaft Hertfordshire. Die Überreste der Burg hat English Heritage als historisches Bauwerk I. Grades gelistet.
In der Regierungszeit König Wilhelms I. wurde zunächst eine Motte errichtet. Im 12. Jahrhundert wurde auf dem Mound ein Donjon mit rechteckigem Grundriss hinzugefügt. Dieser wurde im 13. Jahrhundert, in der Regierungszeit Johann Ohnelands, verstärkt und Mitte des 14. Jahrhunderts gab es eine königliche Erlaubnis zur Befestigung des Bauwerks (engl.: Licence to Crenellate).
Nach dem englischen Bürgerkrieg wurde die Burg geschleift. Im 17. Jahrhundert diente sie als Gefängnis.
Heute sind nur noch Erdwerke, der große Mound und Fundamente des rechteckigen Donjons erhalten.

## Geschichte
Einige Geschichtswissenschaftler glauben, dass die Geschichte des Mounds als keltisches Hügelgrab begann, wogegen andere den Hügel für einen angelsächsischen Buhr, eine mit Graben und einer Palanke versehene Festung, halten, die Eduard der Ältere als Verteidigungsanlage gegen die anrückenden Dänen bauen ließ.
Früher dachte man, dass der Name Waytemore Castle sich aus den angelsächsischen Wörtern „wayte“ (dt.: Hinterhalt) und „more“ (dt.: Sumpf, Marschland) zusammensetze. Die Geschichtswissenschaftlerin Jacqueline Cooper denkt aber, dass der Namensteil „wayte“ eher eine Verballhornung von „thwaite“ darstellt, ein Wort, das aus dem Altnordischen stammt und im Deutschen „Waldrodung“ bedeutet. Das Wort „marr“ stammt ebenfalls aus dem Altnordischen und bedeutet im Deutschen „sumpfiger Ort“. Wenn dies so ist, weist der Name darauf hin, dass die normannische Burg auf einem früher schon genutzten Gelände errichtet wurde, das von feuchtem, lichten Wald befreit wurde.

## Motte
Ob die hölzerne Motte nun aus normannischer Zeit oder aus der angelsächsischer Zeit stammte, der Umbau in eine steinerne Burg wird vermutlich nach 1086 stattgefunden haben, wenn man auch denkt, dass der Donjon nicht vor 1135 gebaut wurde. Der Erdhügel wurde zum Fundament für die bekannte Motte und die Lage in einem Tal und nicht an einem erhöhten Standort, wie bei anderen Anlagen dieser Art, wurde absichtlich gewählt, um eine wichtige Furt im Fluss zu schützen.
Der 12,8 Meter hohe Mound wurde mit einem Graben umgeben und sein Gipfel durch eine Kurtine aus Feuerstein und Bruchstein, 2,7 Meter dick, geschützt. Der später errichtete Donjon, vermutlich 18–21 Meter hoch, stand innerhalb dieser Kurtine und seine Wände wurden mit einer Mischung aus Kalk und Kreide weiß gestrichen, um ihn weithin sichtbar zu machen und die angelsächsischen Bewohner der Stadt und der Umgebung an die normannische Macht und die Eroberung des Landes zu erinnern. Die Entdeckung der Fundamente aus Feuerstein und Bruchstein legen den Schluss nahe, dass der Donjon einen rechteckigen Grundriss hatte. Allerdings waren nur drei Seiten des Rechtecks gerade, die Nordseite war konvex und teilweise unregelmäßig geformt und bestand aus römischen Ziegeln und mittelalterlichen Fliesen.

## Ruinen
Die Überbleibsel der Mauern auf dem Gipfel des Mounds sind die des 1214 auf Geheiß von König Johann Ohneland erneuerten Donjons. Der ursprüngliche Brunnen in der Südwestecke des Burghofes ist durch eine große Stahlplatte abgedeckt.
Der Mound wurde nie regelgerecht ausgegraben, auch wenn eine Untersuchung im Jahre 1850 einen Teil der existierenden Mauern und einige menschliche Knochen zutage förderte. Ein örtlicher Geschichtswissenschaftler, J. L. Glasscock, unternahm 1900 weitere, kleine Versuche wissenschaftlicher Ausgrabungen, fand aber nur einige römische Münzen aus dem byzantinischen Reich. Der informativste Fund auf dem Gelände wurde in den 1990er-Jahren zufällig gemacht; man fand eine größere Zahl menschlicher Gebeine, die nach Expertenmeinung darauf hinweisen, dass an die Burg eine Art mittelalterliches Hospital angeschlossen war.